# Альбрехт Саксен-Эйзенахский
Альбрехт Саксен-Эйзенахский (нем. Albrecht von Sachsen-Eisenach; 27 июля 1599 — 20 декабря 1644) — герцог Саксен-Эйзенахский.

## Биография
Альбрехт был сыном герцога Саксен-Веймарского Иоганна III и Доротеи Марии Ангальтской.
Как и его старшие братья, он получил образование в Йенском университете. В 1619 году вступил в Плодоносное общество.
В 1619—1621 годах вместе с братом Иоганном Фридрихом совершил путешествие по Швейцарии и Франции. По возвращении работал в правительстве герцогства, замещая отсутствующих братьев.
В 1633 году женился на Доротее Саксен-Веймарской (дочери Фридриха Вильгельма I); детей у них не было.
Когда в 1640 году братья разделили герцогство, Альбрехту досталась часть с городом Эйзенах. Когда в 1644 году Альбрехт умер, не оставив наследников, герцогство Саксен-Эйзенах было разделено между его братьями.